# 마키라섬

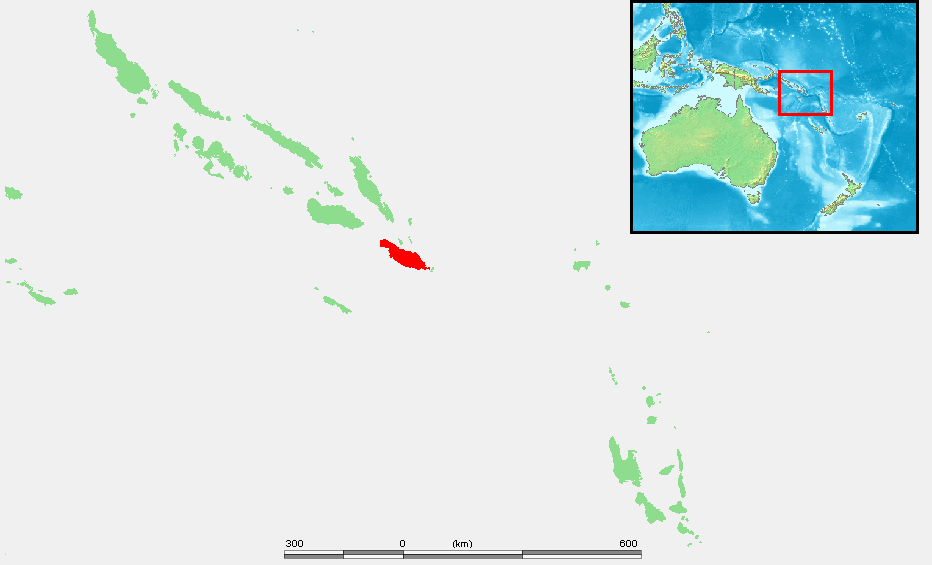
마키라섬

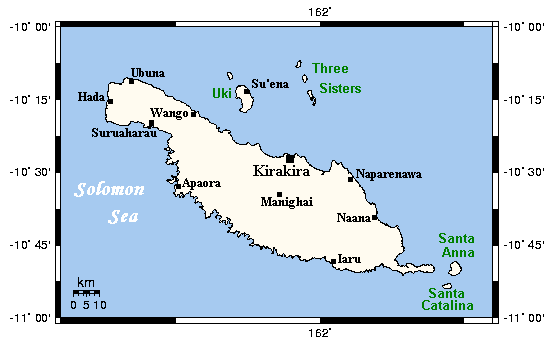
마키라섬

마키라섬(Makira Island)은 솔로몬 제도 남쪽에 위치한 섬으로, 과거 산크리스토발섬(San Cristobal)으로 불린 섬이다. 남동쪽에서 북서쪽을 향해 뻗어 있으며 길이는 139km, 폭은 40km이다. 북서쪽으로는 과달카날섬, 말레이타섬과 접한다. 면적은 3,090km2이며 솔로몬 제도에서 네 번째로 큰 섬이다. 마키라울라와주에 속하는 섬 가운데 가장 큰 섬이며 마키라-울라와 주의 주도 키라키라는 섬 북해안에 위치한다.